# Quercus coahuilensis
Espèce
Classification phylogénétique
Statut de conservation UICN

 DD  : Données insuffisantes
Quercus coahuilensis est une espèce de plante de la famille des Fagaceae. Ce chêne est endémique du Mexique.
C'est une espèce découverte relativement récemment, en 1993.